# Phrynobatrachus rouxi
Espèce
Synonymes
- Arthroleptis rouxi Nieden, 1913 "1912"

Statut de conservation UICN

 DD  : Données insuffisantes
Phrynobatrachus rouxi est une espèce d'amphibiens de la famille des Phrynobatrachidae.

## Répartition
Cette espèce est endémique du centre de l'Afrique. Elle se rencontre :
- au mont Kenya au Kenya ;
- sur les rives Ouest du Lac Victoria dans le sud de l'Ouganda.

## Taxinomie
La taxonomie de cette espèce n'est pas clairement établie. Raymond Ferdinand Laurent considère qu'elle est synonyme de Phrynobatrachus calcaratus. Pour Jean-Luc Perret, elle pourrait être conspécifique avec Phrynobatrachus cornutus.

## Étymologie
Cette espèce est nommée en l'honneur de Jean Roux.

## Publication originale
- Nieden, 1913 "1912" : Amphibia in Mecklenburg, A. F. H. z. (Ed.) : Wissenschaftliche Ergebnisse der Deutschen Zentral-Africa-Expedition, 1907-1908, vol. 4, p. 165-196 (texte intégral).